# Berkenbrück
Berkenbrück er en kommune i den tyske delstat Brandenburg. Kommunen ligger 66 km sydøst for Berlin, ca. 7 km øst for Fürstenwalde/Spree og ca. 31 km fra Frankfurt (Oder). Den ligger ved floden Spree og indgår i Amtet Odervorland.
Til Berkenbrück hører bebyggelsen Roter Krug.